# كأس الاتحاد الأوروبي للسيدات 2004–05

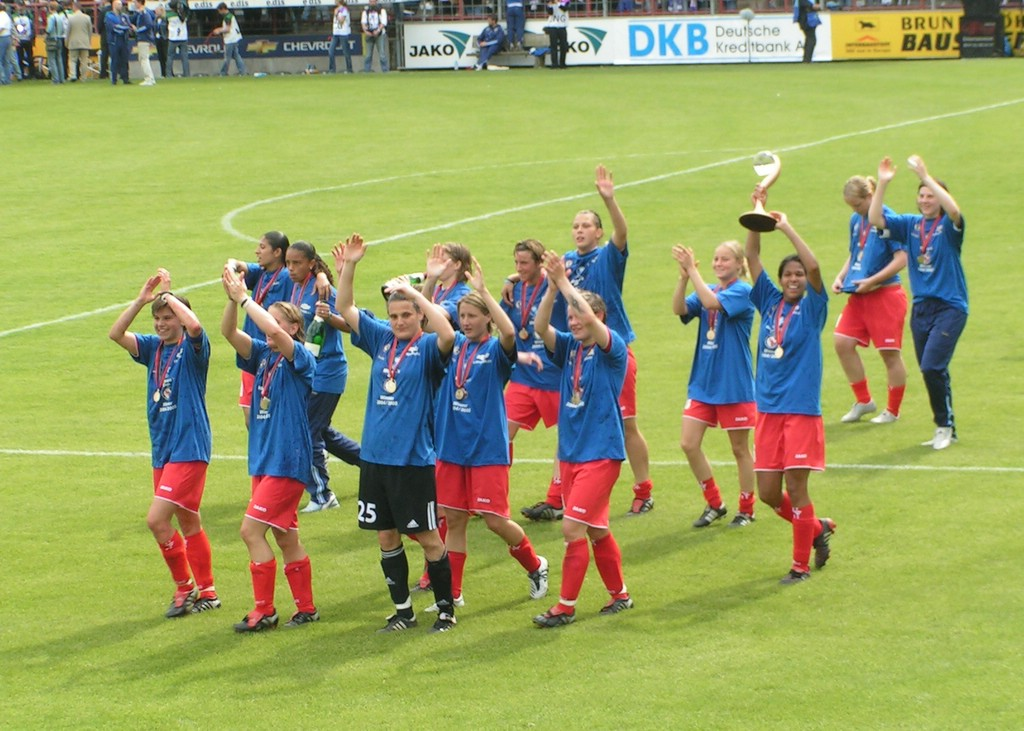
نهائي كأس الاتحاد الأوروبي للسيدات 2005 في بوتسدام

كأس الاتحاد الأوروبي للسيدات 2004–05 (بالإنجليزية: 2004–05 UEFA Women's Cup) هو الموسم الرابع من كأس الاتحاد الأوروبي للسيدات. أقيم خلال الفترة 20 يوليو 2004 وحتى 21 مايو 2005، والذي يشرف على تنظيمه الاتحاد الأوروبي لكرة القدم، وكان عدد الأندية المشاركة فيه  43، وفاز فيه توربينه بوتسدام.

## نتائج الموسم
| المركز | فريق            | لعب | ف | ت | خ | له | عليه | ف.أ | نقاط | ملاحظة |
| ------ | --------------- | --- | - | - | - | -- | ---- | --- | ---- | ------ |
|        | توربينه بوتسدام |     |   |   |   |    |      |     |      |        |